# Istvánffy Edvin
Istvánffy Edvin Imre (1936-ig: Rainer Edvin Imre) (Párkány, 1895. január 4. – Budapest, 1967. június 3.) gépészmérnök, egyetemi tanár, a műszaki tudományok doktora (1953).

## Életpályája
1922-ben diplomázott a Budapesti Műegyetemen. 1923-ban az Egyesült Izzónál kezdte pályáját. 1928-tól a Standard Villamossági Rt. mérnöke, 1938-ban műszaki igazgatója, 1945 után az általános fejlesztési osztály vezetője volt. 1952-ben a Beloiannisz Híradástechnikai Gyár – a Standard utóda – kutató-laboratóriumának vezetője volt. 1952–1958 között a Távközlési Kutató Intézet osztályvezetője, majd főosztályvezetője volt. Az oktatásba 1949-ben kapcsolódott be először az Állami Műszaki Főiskola tanáraként, majd mint a Műszaki Egyetem meghívott előadója. 1958-ban a Budapesti Műszaki Egyetemen a mikrohullámú híradástechnika tanszék egyetemi nyilvános rendes tanárnak nevezték ki.

### Munkássága
Egyike volt a hazai rádiótechnika jelentős úttörőinek. Irányításával épült fel a 120 kW-os lakihegyi adóállomás és antenna, továbbá a vidéki átjátszóadók. Fontos szerepet játszott az első hazai rádiólokátor megtervezésében és a mikrohullámú ipar megalapozásában valamint kifejlesztésében. Úttörő munkát végzett a hazai porvasanyagok gyártásával és a fázisjavító kondenzátorok tökéletesítésével kapcsolatban. Élete utolsó éveiben főként az antennák műszaki problémái foglalkoztatták. Hazai és külföldi szaklapokban nagyszámú, önálló kutatáson alapuló tanulmánya jelent meg. Tanárként 15 éven át vett részt mérnökgenerációk nevelésében. 
Sírja a Farkasréti temetőben található (33/4-2-20).

## Családja
Szülei: Rainer Ödön és Istvánffy Gabriella (1875–1964) festőművész. 1937-ben Budapesten házasságot kötött Szabó Máriával.

## Művei
- Rádió üzenetátvitel. – A rezgő kvarc. – Antennák. Válogatott fejezetek a rádiótechnika köréből. (A Mérnöki Továbbképző Intézet előadásai. G48. Budapest, 1944)
- Kristályszűrők (Elektrotechnika, 1947)
- Hazai és külföldi radarkészülékek. – Radarkészülékek elméleti és gyakorlati problémái (Elektrotechnika, 1948)
- Mikrohullámok technikája. Az Állami Műszaki Főiskola jegyzete (Budapest, 1950)
- Erősáramú kondenzátorok szerkezete, gyártása és újabb fejlődése (Elektrotechnika, 1950)
- Mágneses anyagok és alkalmazásuk. Mágneses mérések. – A mágnesség fizikája (Budapest, 1950; 2. kiadás: 1951)
- A híradástechnika fontosabb különleges anyagai és alkatrészei (A Mérnöki Továbbképző Intézet előadásai. H8. Budapest, 1952)
- Radar (Középiskolai szakköri füzetek. Budapest, 1952; 2. kiadás: 1954)
- Mikrohullámok technikája (egyetemi jegyzet; Budapest, 1954)
- Lokátor rendszerek. Lövegtalpszerkezetek méretezése (egyetemi jegyzet; Budapest, 1955)
- Mikrohullámok technikája és rádiólokátorok (egyetemi tankönyv; Budapest, 1955; 2. kiadás: 1957; 3. kiadás: 1958)
- Permanens mágnesek új anyagai (MTA Műszaki Tudományok Osztálya Közleményei, 1956)
- A mágnesség elmélete (egyetemi jegyzet; Budapest, 1956)
- Válogatott fejezetek a ferromágnesség köréből. A bevezetést Winter Ernő írta (Budapest, 1958)
- Mikrohullámú ferrit izolátorok (MTA Műszaki Tudományok Osztálya Közleményei, 1960)
- Mikrohullámok technikája (egyetemi jegyzet; Bozsóky Istvánnal; Budapest, 1960)
- Kiegészítő jegyzet a Mikrohullámok technikája című tárgyhoz (Budapest, 1960)
- Félhullámú függőleges sugárzókból álló antenna irányított elméleti vonatkozásai (A BME Tudományos Évkönyve, 1961. Budapest, 1961)
- Mikrohullámok technikája (egyetemi tankönyv; Budapest, 1964; 2. kiadás: 1965)
- Tápvonalak, antennák, hullámterjedés (egyetemi jegyzet; Budapest, 1966 és egyetemi tankönyv; Budapest, 1967; 2. jav. kiadás: 1984; új kiadás: 1993)
- Rendszertechnika. 1 (Egyetemi jegyzet; Budapest, 1967; 3. kiadás: 1974)
- Impulzustechnika. – Új vasvizsgáló berendezés a jelfogó gyártásra. – Újabb mágneses anyagok (Híradástechnika. Jubileumi szám, 1999)

## Díjai
- Puskás Tivadar-díj (1961)